# قلعة صفد
قلعة صفد هي قلعة حصينة مهجورة تقع على قمة جبل مدينة صفد على ارتفاع يقارب 1000 متر فوق سطح البحر. معظم الآثار المتبقية في المكان تعود إلى العصور الصليبية والمملوكية والعثمانية، حيث كانت القلعة مركزًا إداريًا مهمًا للصليبيين.وقد تعرضت لأضرار بالغة نتيجة الزلزال القوي الذي ضرب صفد عام 1837.

## السياحة في القلعة
يزور السياح قلعة صفد لما تحمله من قيمة تاريخية كبيرة، بالإضافة إلى موقعها الجغرافي الذي يوفر إطلالات خلابة، فيمكن رؤية المناطق المحيطة بصفد من أعلى القلعة، مثل سلسلة جبال ميرون في الغرب، وبحر الجليل في الشرق، والجليل السفلي في الجنوب، وجبال نفتالي وحرمون في الشمال.

## التاريخ

### التاريخ القديم
تشير الاكتشافات الأثرية أن موقع القلعة كان مأهولاً منذ العصر البرونزي، حيث تم العثور على أدلة وجود مستوطنة كنعانية، إلى جانب كهوف دفن مميزة كانت في تلك الفترة، كما كُشف عن بقايا تعود إلى العصر الحديدي، والتي تزامنت مع فترة استيطان بني إسرائيل في الأرض وفقًا للرواية التوراتية.

### الحرب اليهودية الرومانية الأولى
استعدادًا للثورة اليهودية الكبرى ضد الرومان، قرر قائد الجليل يوسف بن متتياهو بناء سلسلة من الحصون القوية في مواقع استراتيجية مهمة في الجليل. كان الهدف من هذه التحصينات هو حماية المستوطنات اليهودية من الهجوم المتوقع للقوات الرومانية التي كانت تستعد لاجتياح الجليل في المرحلة الأولى من الحرب.

### الفترة الصليبية
قبل الحقبة الصليبية كانت القلعة تُعرف بإسم برج يتيم، وقد وصفه المؤرخ المسلم ابن شداد في القرن الثالث عشر بأنها قائمة فوق قرية مزدهرة وعلى الرغم من أن ابن شداد ينسب إنشاء البرج إلى فرسان الهيكل، إلا أن الأدلة تشير إلى احتمال تشييده خلال الفترة الإسلامية المبكرة، قبل ظهور فرسان الهيكل.
في عام 1102، بُني أول حصن صليبي في الموقع، ثم توسعت القلعة لاحقًا في عام 1140 بأمر من فولك أنجو، في عام 1168 اشترى الملك عموري الأول القلعة، وعزز دفاعاتها، وأمر بنقل القلعة إلى رعاية فرسان الهيكل، الذين احتفظوا بها لمدة عقدين من الزمن.
مع اندلاع معركة حطين عام 1187، صعد صلاح الدين الأيوبي إلى الجليل وهزم الصليبين، لكن فرسان الهيكل استمروا في الدفاع عن القلعة لمدة عام ونص، حتى استسلموا في كانون الأول 1888، أمر الأمير الأيوبي المعظم عيسى بتدمير القلعة عام 1219 أثناء حصار دمياط، خشية أن تقع في أيدي الصليبيين مجددًا.
في عام 1240م عاد الصليبيون إلى صفد، بموجب اتفاقيات دبلوماسية بين ثيوبالد الأول ملك نافارا والصالح إسماعيل أمير دمشق آنذاك. قاموا بإعادة بناء القلعة وتحويلها إلى واحدة من أكبر القلاع الصليبية في الشرق الأوسط، وقد وصفها أسقف مرسيليا بونوا داليجنان عام 1264 بأنها تمتد على نحو 40 دونمًا، ويبلغ طولها 252 متراً وعرضها 112 متراً، محاطة بسور مزدوج للدفاع الشامل. بلغ محيط السور الداخلي 580 متراً، وارتفاعه 28 متراً، في حين بلغ محيط السور الخارجي حوالي 850 متراً، وارتفاعه 28 متراً. بين الجدران تم حفر خندق بعمق 15-18 متراً وعرض 13 متراً.

### العصر المملوكي
في عام 1266م حاصر جيش السلطان المملوكي بيبرس قلعة صفد، استملا ست أسابيع، انتهى في 23 يوليو من العام نفسه في السيطرة الكاملة على القلعة وقتل المدافعين الصليبيين. بعد ذلك أصبحت صفد عاصمة لمنطقة الجليل في عهد المماليك، الذين خشوا من بقايا الصليبيين المتبقين في عكا وكذلك من تهديد المغول الذين استولوا في ذلك الوقت على أجزاء كبيرة من آسيا. دفعت هذه المخاوف المماليك إلى البدء في إعادة بناء القلعة بشكل مثير للإعجاب.